# Роберт Вілліс
Роберт Вілліс (англ. Robert Willis; 27 лютого 1800 — 28 лютого 1875) — англійський учений.

## Біографія
Син придворного медика короля Георга III. Закінчив Кембриджський університет в 1826 році і згодом викладав там. В 1837 р. Вілліс був обраний джексоніанскім професором Кембриджського університету, для чого за ним повинні були бути «визнані найбільші знання з експериментальної частини натуральної філософії».
Основний внесок Вілліс вніс у вивчення акустики людської мови. У своїй праці «Про голосні звуки» (англ. On vowel sounds, and on reed-organ pipes; 1830, опубліковано в 1832) Роберт Уілліс описав механізм вилучення голосних звуків за аналогією зі звукодобуванням органу. Це вчення було розвинене Віллісом у наступній статті «Механізм гортані». Вілліс також опублікував книгу «Основи механізмів» — твір, який склав йому ім'я в технічній науці. Він перший помітив, що можна розглядати механізми як засіб здійснювати довільні співвідношення рухів і їх складових частин незалежно від прикладених сил, що визначають напрямок і швидкість дійсного руху що відбувається, і запропонував нову систему їх класифікації. Більші частини книги розроблені автором самостійно, наприклад, теорія форми зубців зубчастих коліс, для креслення яких він описує спеціальне пристосування, назване їм одонтограф.